# کبوترهای زمینی
کبوترهای زمینی (نام علمی: Geophaps) نام یک سرده از خانواده کبوتر است.